# Misja New Worlds

Starshade

Misja New Worlds – projekt budowy dużego okultera w przestrzeni kosmicznej, mającego na celu blokowania światła poszczególnych gwiazd, umożliwiając tym samym obserwację ich planet. Obserwacje mogłyby być podjęte z istniejącego teleskopu kosmicznego, prawdopodobnie z użyciem Teleskopu Jamesa Webba lub specjalnie stworzonego do tego celu teleskopu pracującego w paśmie widzialnym.
Program w latach 2004-2008 finansowany był przez NASA Institute for Advanced Concepts (NIAC), i kierowany przez dr. Webstera Casha z University of Colorado w Boulder, we współpracy z Ball Aerospace & Technologies Corp., Northrop Grumman, Southwest Research Institute i innymi. W 2010 r. projekt szukał wsparcia finansowego w NASA i w innych źródłach, w wysokości 3 mld dolarów, wskutek czego rozpoczęcie projektu mogło być możliwe już w 2011 r. (projekt został wymieniony przez NASA w planach strategicznych na rok 2011), lecz projekt nie został jak dotąd (2023) zrealizowany.

## Problemy z poszukiwaniem planet pozasłonecznych
Obecnie odkrywanie planet pozasłonecznych jest niezwykle trudne. Jest to spowodowane przede wszystkim tym, że: 
1. Planety pozasłoneczne okrążają bardzo blisko swoje gwiazdy, odnosząc się do jednostek astronomicznych. Nawet najbliższe Ziemi gwiazdy są odległe o kilka lat świetlnych. Oznacza to, że podczas poszukiwania planet, zazwyczaj zdarza się obserwować bardzo małe kąty między odkrytą planetą a jej gwiazdą, rzędu dziesiątych części milisekundy kątowej. Tak mały kąt sprawia, że problem jest praktycznie niemożliwy do rozwiązania ze względu na stabilność atmosfery.
2. Planety pozasłoneczne są bardzo ciemne w porównaniu z gwiazdami, które okrążają. Zazwyczaj gwiazda jest miliony razy bardziej widoczna od planet krążących wokół niej. W związku z czym odkrycie danej planety jest prawie niemożliwe z powodu jasności pobliskiej gwiazdy.

## Plan działania projektu
Tradycyjne metody wykrywania egzoplanet polegają na pośredniej obserwacji potencjalnych układów wnioskując istnienie na orbicie ciała. Metody te obejmują: 
- Astrometrię
- Efekt Dopplera
- Obserwację pulsarów
- Tranzyt
- Mikrosoczewkowanie grawitacyjne
- Obserwację dysków okołogwiazdowych
- Bezpośrednią obserwację potencjalnych układów pozasłonecznych

Wszystkie te metody dostarczają przekonujących dowodów na istnienie planet pozasłonecznych, jednak żadna z nich nie zapewnia rzeczywistych obrazów z planet. 
Celem misji New Worlds jest zablokowanie światła pochodzącego z pobliskich gwiazd przy pomocy okultera. Pozwoliłoby to na bezpośrednią obserwację orbity odkrytej planety. Okulter mógłby być wielką okrągłą płytą unoszącą się w przestrzeni tysiące kilometrów wzdłuż linii pola widzenia. Płyta ta będzie miała około kilkudziesięciu metrów średnicy i może być wyniesiona w przestrzeń przy użyciu dzisiejszych rakiet nośnych. 
Technika ta będzie umożliwiała odkrywanie planet krążących wokół gwiazd w odległości 10 parseków (około 32 lat świetlnych) od Ziemi. Szacuje się, że w tym zasięgu może być aż kilka tysięcy potencjalnych planet.

### Starshade
Starshade jest proponowanym koronografem w kształcie słonecznika, który byłby zaprojektowany do blokowania światła gwiazd, które zakłócają teleskopowe obserwacje innych światów. Po zamontowaniu go na orbicie, szacuje się, że w okresie 2-letniego działania starshade może pomóc astronomom lepiej poznać 75 różnych systemów planetarnych.

## Obecny status misji
Dr Cash otrzymał grant od NIAC w wysokości 400 000 dolarów na wstępne badania nad tym projektem w październiku 2005 r. Grant został przedłużony przez NASA na początku 2006 r. Trzy projekty konkurencyjne zostały wybrane do dalszych badań pod koniec 2006 r. 
Zespół The New Worlds Observer wygrał Astrophysics Strategic Concept Mission Study przyznaną przez NASA w 2008 r. do dalszego rozwoju tej misji. W 2010 r. projekt poszukiwał wsparcia finansowego w wysokości 3 mld dolarów w NASA i innych organizacjach.